# Cramm-modell
A Cramm-modellt a Central Computer and Telecommunation Agency (Egyesült Királyság) által kidolgozott kockázatelemzési és -kezelési módszertan (CCTA Risk Analysis and Management Method), amely információs rendszerek érzékeny adatai számára hiteles védelmet nyújt. A módszertan részletesen tárja fel az egyes fenyegetések kockázatait, azonban idő- és erőforrás igénye nagy, ezért gyakorlati alkalmazása költséges. A szintén angol IT Infrastructure Library (ITIL) ajánlás a CRAMM modellt javasolja kockázatmenedzselésre.
A CRAMM támadási modell azt szimbolizálja, hogy alapvetően három dolog kell a biztonsági esemény bekövetkezéséhez (a támadáshoz):
- fenyegetés,
- sebezhetőség, amin keresztül a fenyegetés  kifejti a hatását (amin keresztül a támadás megindítható), ez lehet magában a védelemben is,
- cél, amiben/amivel kárt lehet okozni(vagyontárgyak értéke).

## Történet
A CRAMM (CCTA Risk Analysis and Management Method) módszertant 1987-ben alkotta meg az Egyesült Királyság kormányának Központi Számítógépes és Telekommunikációs Ügynöksége (Central Computers and Telecommunications Agency, CCTA). A számos frissítés után, ma már az 5.ik változat került kidolgozásra. A kockázatelemzés illetve kezelés három szinten történik, mindegyik átfogó kérdéssorral illetve útmutatóval támogatott.  Az első két szint azonosítja és analizálja a rendszerkockázatokat. A harmadik szint a kockázatokra kezelési útmutatókat kínál. A CRAMM-modell a következő három szintből épül fel:
Az első szint
Itt  kerülnek megállapításra a biztonsági szempontok:
- meghatározásra kerül a kockázatelemzés illetve kezelés hatóköre
- azonosításra és értékelésre kerülnek a rendszer vagyonelemei
- azonosítják a vagyonelemeket, feltárják az üzleti hatásokat, melyek sértik a vagyonelem rendelkezésre állási, bizalmassági, és sértetlenségi kritériumait

A második szint
Itt történik meg a kockázat értékelése a javasolt biztonsági követelmények szerint.
- azonosítása és megállapítása a fenyegetések típusának és fokának, melyek a rendszerre potenciális veszélyt jelentenek
- a rendszer sérülékenységeinek összeállítása, melyeken keresztül a fenyegetés érvényre juthat
- a fenyegetés illetve a sérülékenységi halmaz összevetése, és kockázati értékek becslése belőlük

A harmadik szint
Melynek során kerül megállapításra illetve kiválasztásra azon ellenintézkedések, melyekkel kockázatarányos védekezést lehet megvalósítani, a 2-es szinten feltüntettek szerint.
CRAMM széles ellenintézkedési gyűjteményt foglal magában, több mint 3000-et, melyek több mint 70 logikai csoportba lettek foglalva.

## Felhasználás
A CRAMM modellt használják például a NATO-ban, a Német hadseregben.

## Gyakorlati megvalósulás
1. Vagyonleltár: a vagyontárgy azonosítása, értékelése,
2. Sebezhetőségvizsgálat,
3. A lehetséges, releváns fenyegető tényezők számba vétele,
4. A sikeres támadáshoz szükséges támadható felületek (sebezhetőségek) azonosítása,
5. Kockázatértékelés: a sikeres támadás valószínűségének, és az azon keresztül a vagyontárgyban okozott kár mértékének becslése,
6. Védelmi intézkedés tervezése és bevezetése,
7. Védelmi intézkedés működtetése, ellenőrzése,
8. Kockázatok újraértékelése.